# Luchthaven Tambolaka
De luchthaven Tambolaka (Bandar Udara Tambolaka, IATA-Code TMC , ICAO-code WATK) is de luchthaven van de stad Tambolaka en de tweede luchthaven van het eiland Soemba. Het ligt ca. 41 kilometer ten noordwesten van Waikabubak (West-Soemba, Indonesië). De landingsbaan heeft een lengte van 4,6 km.

## Geschiedenis
Tambolaka Airport werd in 1945 door de Japanners is achtergelaten. In 1982 werd de landingsbaan gerepareerd en bestraat waarmee het vliegveld geschikt werd voor kleinere vliegtuigtypes zoals de Douglas DC-3 en de Havilland DHC-6 Twin Otter. In 1996 werd de landingsbaan opnieuw verlengd en daarmee geschikt voor o.a. de Fokker F27. In 2005 werd de baan verlengd tot 1.600 meter om vliegtuigen van het type Fokker F28 te kunnen huisvesten. Daarna werd hij opnieuw verlengd tot 1.800 meter zodat hij geschikt was voor de Fokker F100. De landingsbaan voor Tambolaka Airport kreeg in 2014 een totale baanlengte van 2.300 meter bij een breedte van 45 meter.

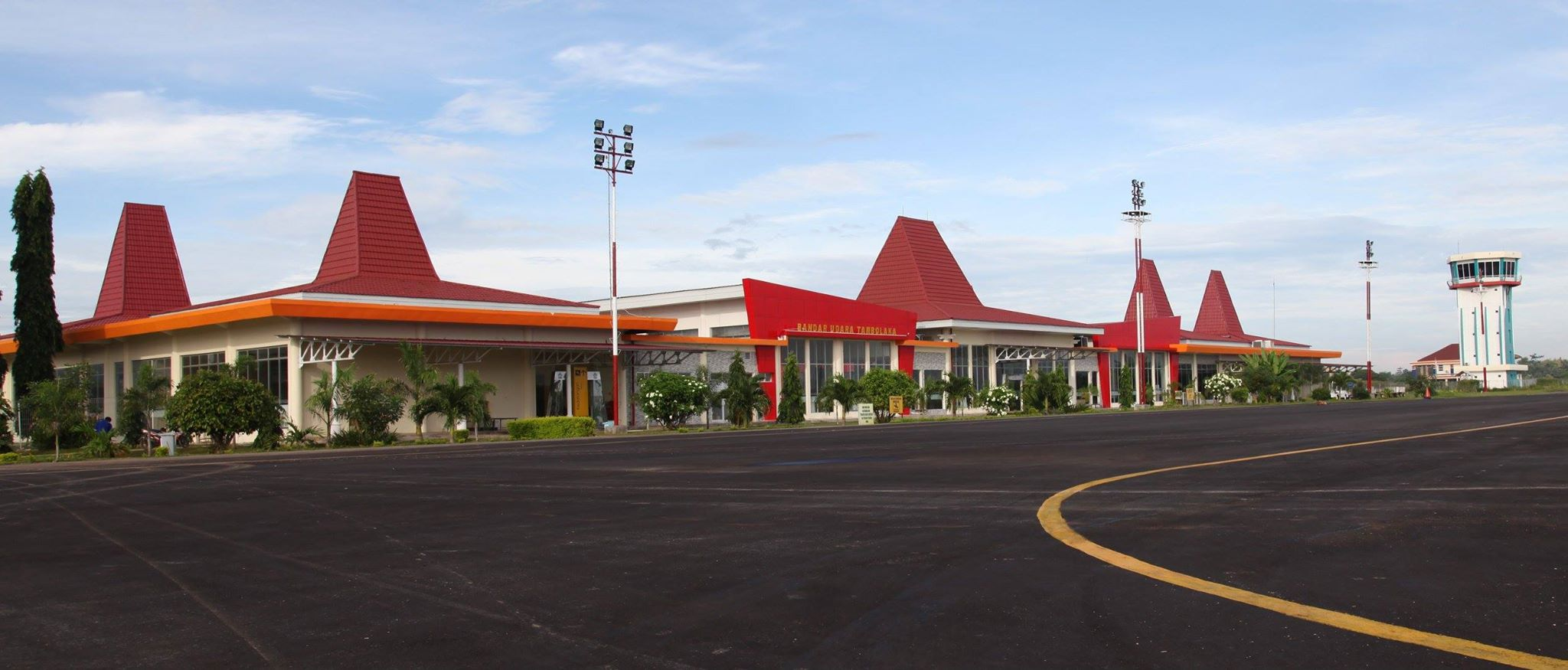
Overzicht van het vliegveld.

## Verbindingen
Het vliegveld wordt meerdere keren per week aangevlogen vanuit Kupang (via vliegveld Mau Hau bij Waingapu op Oost-Soemba), Denpasar op Bali (via Bima op Soembawa) en vanuit Ende op Flores. Voor exacte gegevens over de vluchten kijkt u bij de link "Aankomst en vertrektijden" onder aan deze pagina.

## Incidenten en ongevallen
- In februari 2006 maakte een 18 jaar oude Boeing 737 van Adam Air (vluchtnumer DHI728) geheel buiten haar normale route een noodlanding op dit vliegveld omdat de navigatieapparatuur was uitgevallen. Dit voorval staat bekend als het "Tambolaka incident".